# Res judicata
Res judicata (latin) avser förhållandet att en rättssak är avdömd, dvs. att ett visst materiellt rättsförhållande (saken) har blivit prövat genom dom, som äger laga kraft. Vid res judicata kan samma sak inte tas upp igen i en ny process (om inte den äldre domen undanröjs genom resning eller efter klagan över domvilla).

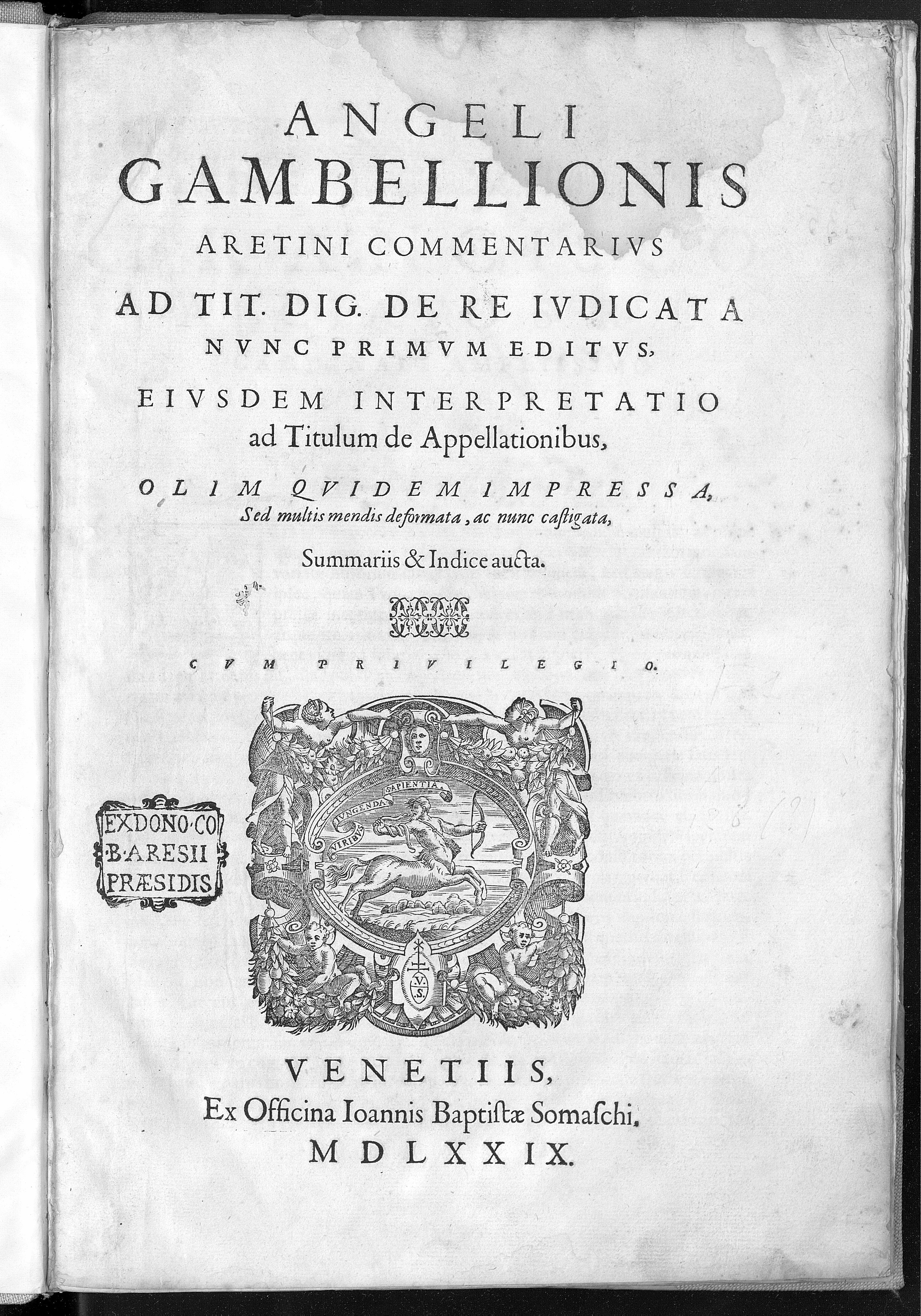
Angelo Gambiglioni, De re iudicata, 1579

## Samma sak
Hur bedöms då om det är fråga om samma sak?

### Tvistemål
I tvistemål anses samma sak föreligga om det är frågan om:
1 - Samma parter (samma som rekvisit 2)
2 - Samma rättighet/skyldighet (t.ex. samma avtal)
3 - Samma tidsperiod (t.ex. samma hyresperiod när en betalning av hyra ska avgöras)

### Brottmål
I brottmål bedöms dock samma sak/samma fråga enligt två olika definitioner som oftast harmoniserar.
Per Olof Ekelöf anser att samma sak föreligger om det är överensstämmelse avseende endera handlingen eller objektet/brottsresultatet. Karl Olivecrona anser att samma sak föreligger om det är väsentligen samma händelseförlopp.